# ثابت بن قيس بن شماس
ثابت بن قيس بن شماس (المتوفى سنة 12 هـ) صحابي من الأنصار من بني كعب بن الخزرج بن الحارث بن الخزرج، كان خطيب النبي محمد المفوّه، وشهد معه المشاهد كلها بعد بدر. ثم شارك في حروب الردة، وأستُشهِدَ في معركة اليمامة.

## سيرته
أسلم ثابت بن قيس بن شماس، وآخى النبي محمد ﷺ وسلم بينه وبين عمار بن ياسر، وشهد مع النبي محمد ﷺ المشاهد كلها بعد بدر، وكان جهير الصوت، خطيبًا، بليغًا. وقد شهد النبي محمد ﷺ له بالجنة، حيث قال عكرمة مولى ابن عباس: «لما نزلت آية ﴿يَا أَيُّهَا الَّذِينَ آمَنُوا لَا تَرْفَعُوا أَصْوَاتَكُمْ فَوْقَ صَوْتِ النَّبِيِّ وَلَا تَجْهَرُوا لَهُ بِالْقَوْلِ كَجَهْرِ بَعْضِكُمْ لِبَعْضٍ أَنْ تَحْبَطَ أَعْمَالُكُمْ وَأَنْتُمْ لَا تَشْعُرُونَ ۝٢﴾ [الحجرات:2]، قال ثابت بن قيس: «أنا كنت أرفع صوتي فوق صوته، فأنا من أهل النار». فقعد في بيته، فتفقده رسول الله ﷺ فذكر ما أقعده، فقال: «بل هو من أهل الجنة»». وفي عام الوفود، لما قدم وفد تميم، فتفاخر خطيبهم بأمور، فأمر النبي محمد ﷺ ثابت بن قيس بأن يجيبه، فقام وخطب خطبة سرّت النبي محمد ﷺ والمسلمين. كما أثنى عليه النبي محمد ﷺ، حيث روى أبو هريرة أن النبي محمد ﷺ قال: «نعم الرجل ثابت بن قيس بن شماس».
وثابت بن قيس بن شماس هو الذي أتت زوجته جميلة بنت عبد الله بن أبي ابن سلول تشكوه، وتقول: «يا رسول الله لا أنا ولا ثابت بن قيس». فقال: «أتردين عليه حديقته؟»، قالت: «نعم». فاختلعت منه.
بعد وفاة النبي محمد ﷺ، شارك ثابت في حروب الردة، وكان قائدًا للأنصار يوم اليمامة، فلما رأى انهزام الناس، قال: «أف لهؤلاء ولما يعبدون! وأف لهؤلاء ولما يصنعون! يا معشر الأنصار، خلوا سنني لعلي أصلى بحرها ساعة»، فقاتل حتى قُتل.

## وصيته
لما استشهد ثابت بن قيس في معركة اليمامة، كانت عليه درع نفيسة، فأخذها أحد المسلمين، فبينما أحد المسلمين نائم، إذ أتاه ثابت بن قيس في منامه وقال له: أوصيك بوصية فإياك أن تقول: هذا حلم فتضيعه، إني لما قٌتلت مر بي رجل من المسلمين وأخذ درعي، ومنزله في أقصى الناس، وعند خبائه فرس يستن في طوله: (أي يمرح في حبله المشدود)، وقد كفأ على الدرع برمة (قدر)، وفوق البرمة رحل، فأتِ خالداً فمُره أن يبعث إليَّ درعي فيأخذها، فإذا قدمت إلى خليفة رسول الله ﷺ أبي بكر فقل له: إن عليَّ من الدين كذا وكذا، وفلان من رقيقي عتيق، فأتى الرجل خالداً فأخبره، فبعث إلى الدرع فأُتي بها، وحدث أبا بكر برؤياه فأجاز وصيته بعد موته، ولذا قيل: لا يُعلم أحد أجيزت وصيته بعد موته إلا ثابت بن قيس رضي الله عنه.

## روايته للحديث النبوي
- روى عن: النبي محمد.[9]
- روى عنه: أنس بن مالك وعبد الرحمن بن أبي ليلى وأبنائه إسماعيل وقيس ومحمد بنو ثابت بن قيس بن شماس.[9]
- مروياته: روى له البخاري وأبو داود والنسائي.[9]